# Cratón Superior

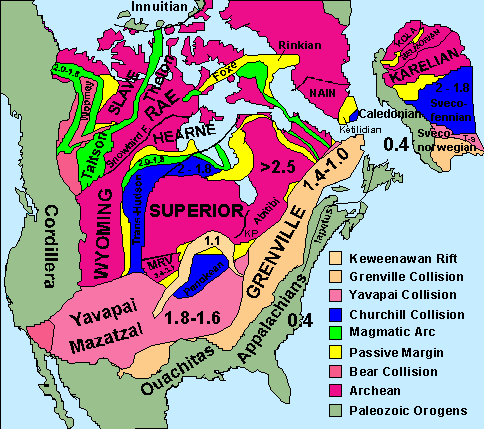
La parte occidental a nororiental del cratón está delimitada por los orógenos Trans-Hudson. El lado este y sureste son vecinos de los orógenos de Grenville. El lado sur generalmente se encuentra con la grieta de Keweenawan, mientras que el extremo más al sur del cratón en Minnesota está llegando al orógeno de la llanura central.

El cratón Superior es un bloque de corteza continental estable que cubre los estados de Quebec, Ontario y el sureste de Manitoba en Canadá, y el norte de Minnesota en Estados Unidos. Es el cratón más grande de los formados durante el período arcaico. El tamaño del cratón Superior es de aproximadamente 1.572.000 km². El cratón sufrió una serie de eventos entre 4,3 y 2,57 Ga. Estos eventos incluyeron el crecimiento, la deriva y la deformación de la corteza tanto oceánica como continental.

## Ubicación
El cratón Superior cubre el centro de Canadá; ocupa la parte norte y central de Quebec, se extiende por la parte central y sur de Ontario y también cubre el sureste de Manitoba, con su punta llegando al límite entre los estados estadounidenses de Dakota del Sur y Minnesota.

## Entorno tectónico
El cratón Superior arcaico se extiende sobre 1.572.000 km2 del continente norteamericano. El cratón Superior arqueano, que forma el núcleo del Escudo Canadiense, está rodeado por orógenos del Proterozoico temprano. La parte occidental a nororiental del cratón está delimitada por los orógenos Trans-Hudson. Al este y al sureste se encuentran los orógenos vecinos de Grenville. El lado sur se encuentra con la grieta de Keweenawan, mientras que el extremo más meridional del cratón en Minnesota alcanza el orógeno de la llanura central.
Respecto a las fallas, hay tres tendencias principales de fallas subparalelas que dividen el cratón en subprovincias lineales. En la parte noroeste, el fallamiento se produce en dirección oeste-noroeste. La parte noreste tiene fallas orientadas al noroeste. Las fallas en la parte sur restante tienen una dirección este-oeste.

## Investigación
Los investigadores han dividido el cratón Superior en muchos dominios diferentes según los tipos de roca y los estilos de deformación. Estos dominios (agrupados en provincias superiores occidentales y orientales) incluyen el Superterreno Superior Norte y el Terrano Wawa, entre otros.
Los estudios sobre la formación del cratón Superior tuvieron un progreso variable entre la parte occidental y la oriental. En la parte occidental intervienen cinco orogenias principales. Incluyen la Orogenia Superior del Norte (2720 Ma ), la Orogenia Uchiana (2720–2700 Ma), la Orogenia Superior Central (2700 Ma), la Orogenia Shebandowaniana (2690 Ma) y la Orogenia Minnesotana (2680 Ma). Para la parte oriental se sugieren dos modelos. El primer modelo de Percival y Skulski (2000) se centra en la colisión entre los terrenos. El segundo modelo de Bédard (2003) y Bédard et al. (2003) se centra en el efecto de una actividad magmática anorogénica activa.